# Always (Xiu Xiu)
Always è l'ottavo album in studio del gruppo musicale statunitense Xiu Xiu, pubblicato nel 2012.

## Tracce
1. Hi – 3:37
2. Joey's Song – 3:36
3. Beauty Towne – 2:40
4. Honeysuckle – 3:12
5. I Luv Abortion – 2:32
6. The Oldness – 3:25
7. Chimney's Afire (Mickensian Suicide) – 2:43
8. Gul Mudin – 2:25
9. Born to Suffer – 3:23
10. Factory Girl – 2:21
11. Smear the Queen – 2:21
12. Black Drum Machine – 4:34